# بواگنه
بواگنه (به لاتین: Boignée) یک منطقهٔ مسکونی در بلژیک است که در سومبرف واقع شده‌است.